# Allopiophila nigerrima
Allopiophila nigerrima är en tvåvingeart som först beskrevs av William Lundbeck 1901.  Allopiophila nigerrima ingår i släktet Allopiophila och familjen ostflugor.
Artens utbredningsområde är Grönland. Inga underarter finns listade i Catalogue of Life.